# Glochidion mitrastylum
Glochidion mitrastylum är en emblikaväxtart som beskrevs av Airy Shaw. Glochidion mitrastylum ingår i släktet Glochidion och familjen emblikaväxter. Inga underarter finns listade i Catalogue of Life.